# Charles William Meredith van de Velde
Pour les articles homonymes, voir Van de Velde.
Charles William Meredith van de Velde (3 décembre 1818 à Leeuwarden – 20 mars 1898 à Menton) est un lieutenant de seconde classe de la marine royale néerlandaise, artiste peintre, cartographe, membre honoraire de la Croix-Rouge et missionnaire,.

## Biographie
Van der Velde fréquente l'Académie navale de Medemblik et devient lieutenant de mer de deuxième classe. De 1830 à 1841, il travaille au bureau topographique de l'actuelle Jakarta, dont il devient finalement le directeur. En 1844, il revient en Europe pour des raisons de santé, où il effectue des travaux cartographiques, géographiques et ethnographiques et est également employé comme dessinateur et infirmier missionnaire. En 1844, à son retour en Europe, il visite Ceylan, le Transvaal et le cap de Bonne-Espérance, où il soutient le travail des missions. Il reçoit la Légion d'honneur pour ses services rendus aux navires français. 

## Palestine
En 1851, van de Velde se rend en Palestine, où il réalise divers relevés, dessins, peintures et une centaine d'aquarelles pour cartes postales. Après son voyage, il donne des conférences sur la Palestine à Genève et à Lausanne.

## Croix-Rouge
Le 13 mars 1864, van de Velde est l'un des premiers délégués du comité international de la Croix-Rouge, nouvellement créé, à agir en tant qu'intermédiaire impartial lors de la seconde guerre du Schleswig. Il aide les blessés et les soldats prussiens et autrichiens capturés et contribue à établir la Croix-Rouge en tant qu'organisation de secours dans les résolutions de la conférence de 1863.
Le 31 juillet 1867, van de Velde est nommé membre honoraire du Comité principal de la Croix-Rouge, qui comprenait Willem Jan Knoop (en) et Henry Dunant.

### Source de la traduction
- (en) Cet article est partiellement ou en totalité issu de l’article de Wikipédia en anglais intitulé « Charles William Meredith van de Velde » (voir la liste des auteurs).